# Гранби (Колорадо)
Гранби (енгл. Granby) град је у америчкој савезној држави Колорадо.

## Демографија
По попису из 2010. године број становника је 1.864, што је 339 (22,2%) становника више него 2000. године.
| Група             | 2000.         | 2010.         |
| Белци             | 1.437 (94,2%) | 1.623 (87,1%) |
| Афроамериканци    | 7 (0,5%)      | 16 (0,9%)     |
| Азијати           | 15 (1,0%)     | 17 (0,9%)     |
| Хиспаноамериканци | 55 (3,6%)     | 182 (9,8%)    |
| Укупно            | 1.525         | 1.864         |